# Deutsche Kirche (Tilsit)

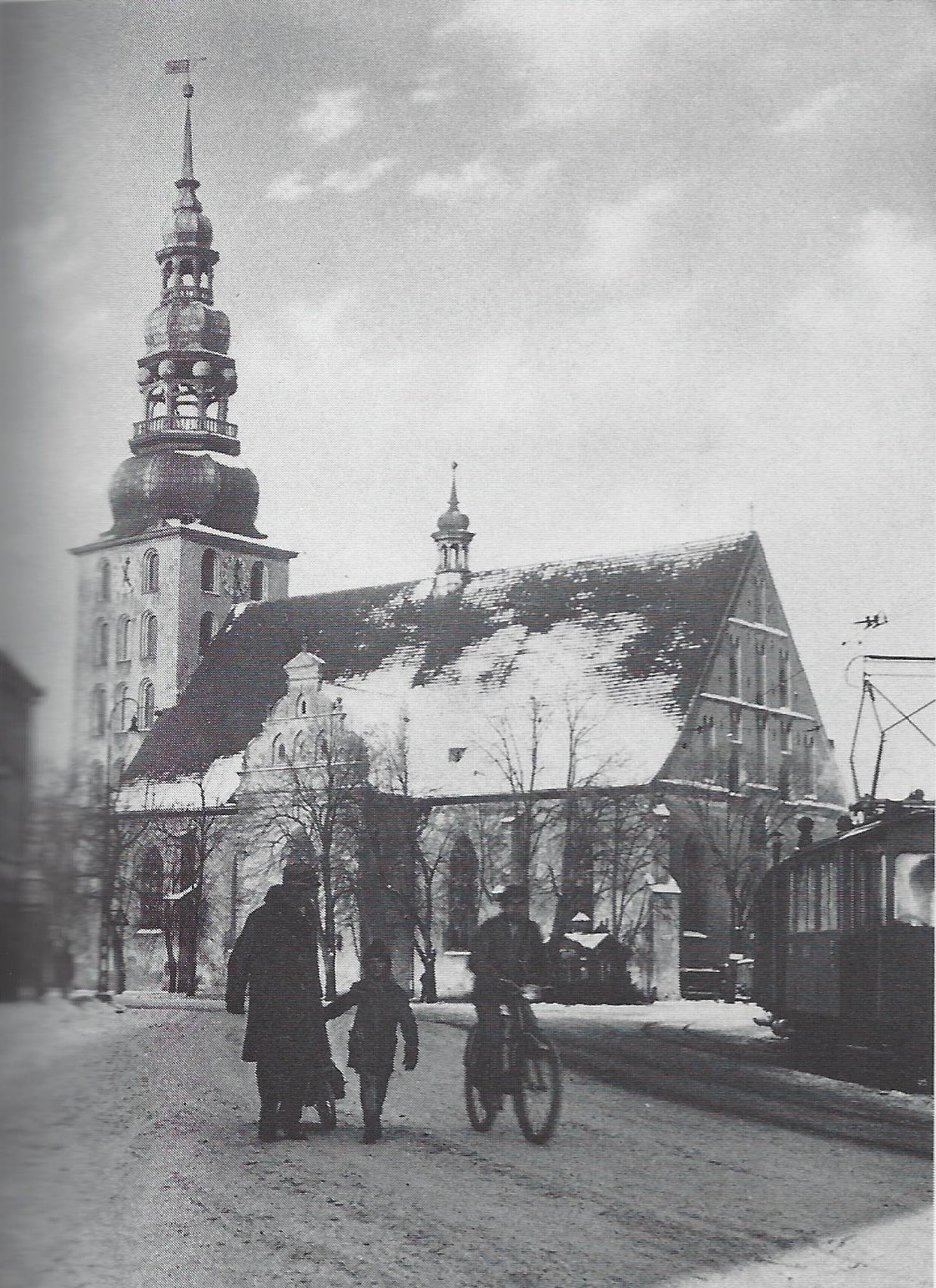
Südseite der Deutschen Kirche in Tilsit (um 1914). Rechts von ihr führte die Königin-Luise-Brücke über die Memel

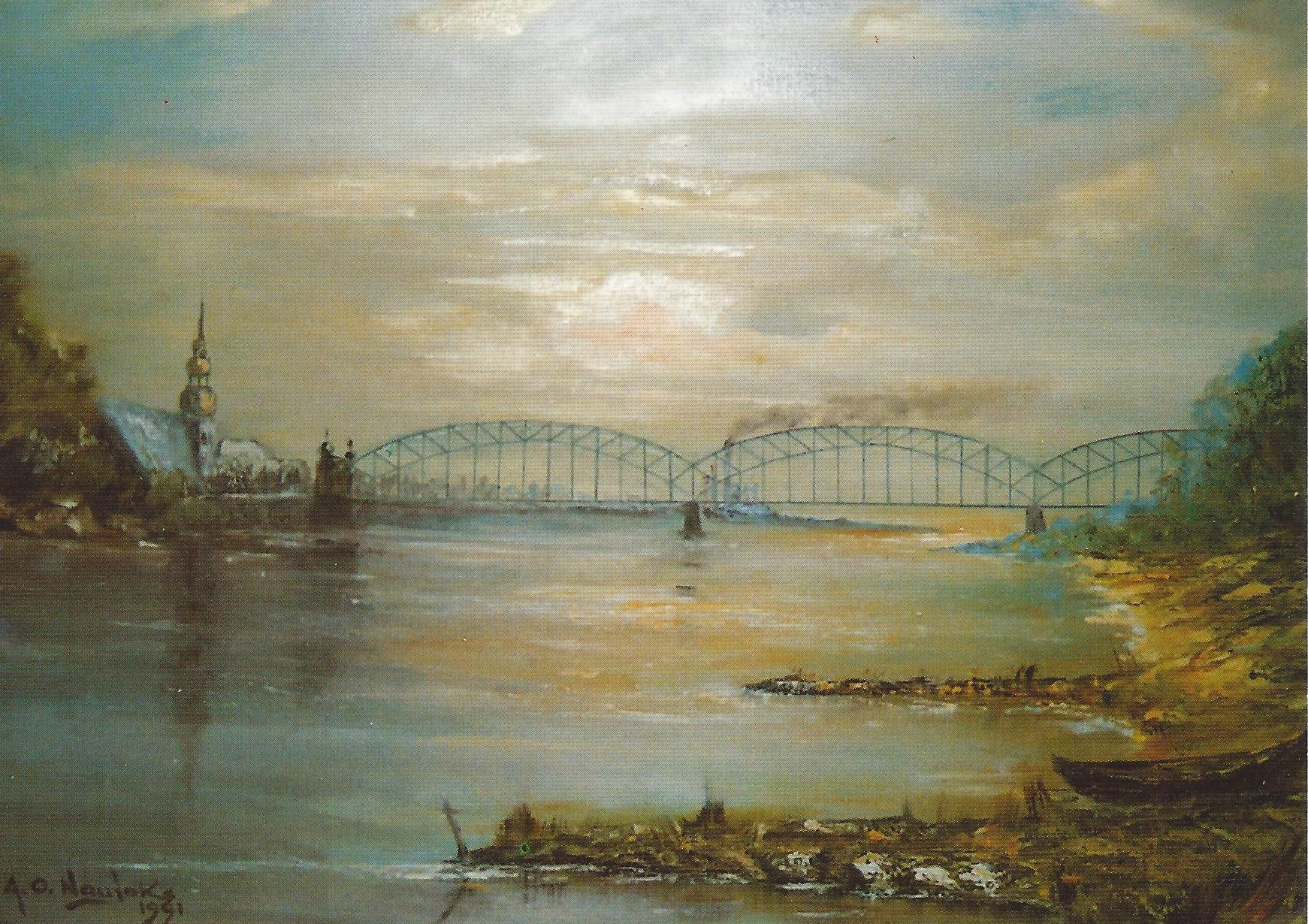
Königin-Luise-Brücke und Deutsche Kirche (Arthur O. Naujoks)

Die Deutsche Kirche war eine lutherische Kirche im ostpreußischen Tilsit, am Südufer der Memel gelegen. Auch Stadtkirche, im Volksmund Alte Kirche und ab 1933 Deutschordenskirche genannt, war sie das Wahrzeichen der Stadt.
Ab 1598 gebaut und in Folge mehrfach erweitert und modifiziert, wurde die Kirche nach schrittweisen Zerstörungen in der Kriegs- und Nachkriegszeit 1965 abgerissen. Nur der Altar und zwei Beichtstühle sind erhalten.

## Kirchengebäude

### Namenserklärung

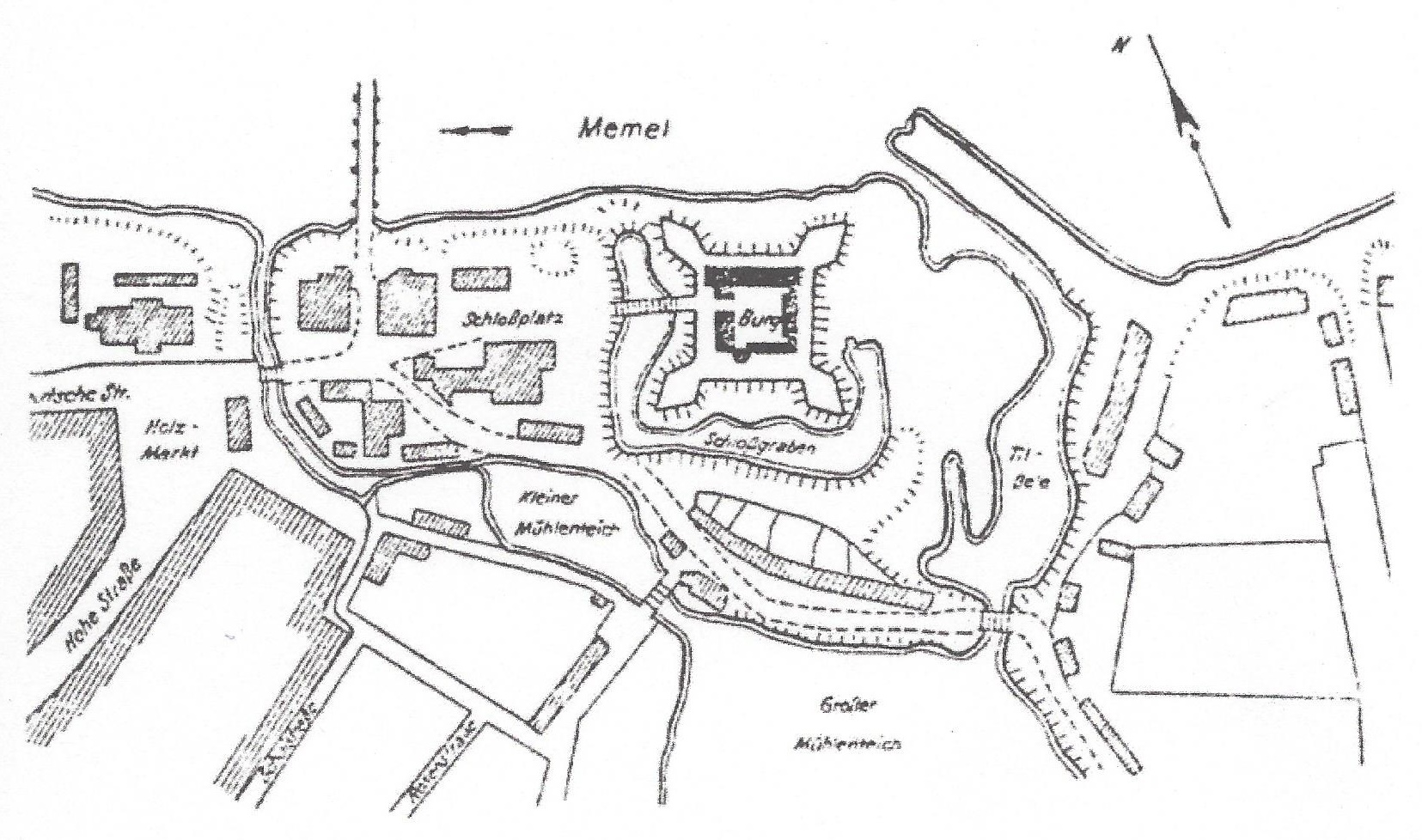
Deutsche Kirche, Schiffbrücke, Burg und Tilse

Wie in Königsberg waren die evangelischen Kirchen nach den Volksgruppen und Religionsgemeinschaften benannt. So gab es in Tilsit noch die Litauische Kirche und die Reformierte Kirche. Ihre Ruinen wurden 1951–52 und 1975 abgerissen.

### Geschichte
Bereits 1524, als Tilsit noch ein Marktflecken war, stand an derselben Stelle eine evangelische Kirche. Davon zeugt der vor dem Altar gelegene Leichenstein von Gallius Klemm, verstorben am 10. Dezember 1550. Diese Kirche wurde 1598 abgerissen. Die neue Hallenkirche war 1610 fertig, während der zwölfjährigen Bauzeit wurde der Gottesdienst in der Litauischen Kirche abgehalten. Der hölzerne Kirchturm auf dem bis zum Dach gemauerten Schaft musste 1695 abgebrochen werden. Ab 1699 (oder 1702) ersetzte ihn der barocke Turmhelm. 1752 entstand der Eingangsbau an der Südseite zum Fletcherplatz. Als das Mauerwerk 1855–56 erneuert wurde, wandelte sich der Baustil von Renaissance zu Neugotik. Die Grundform änderte sich nicht.

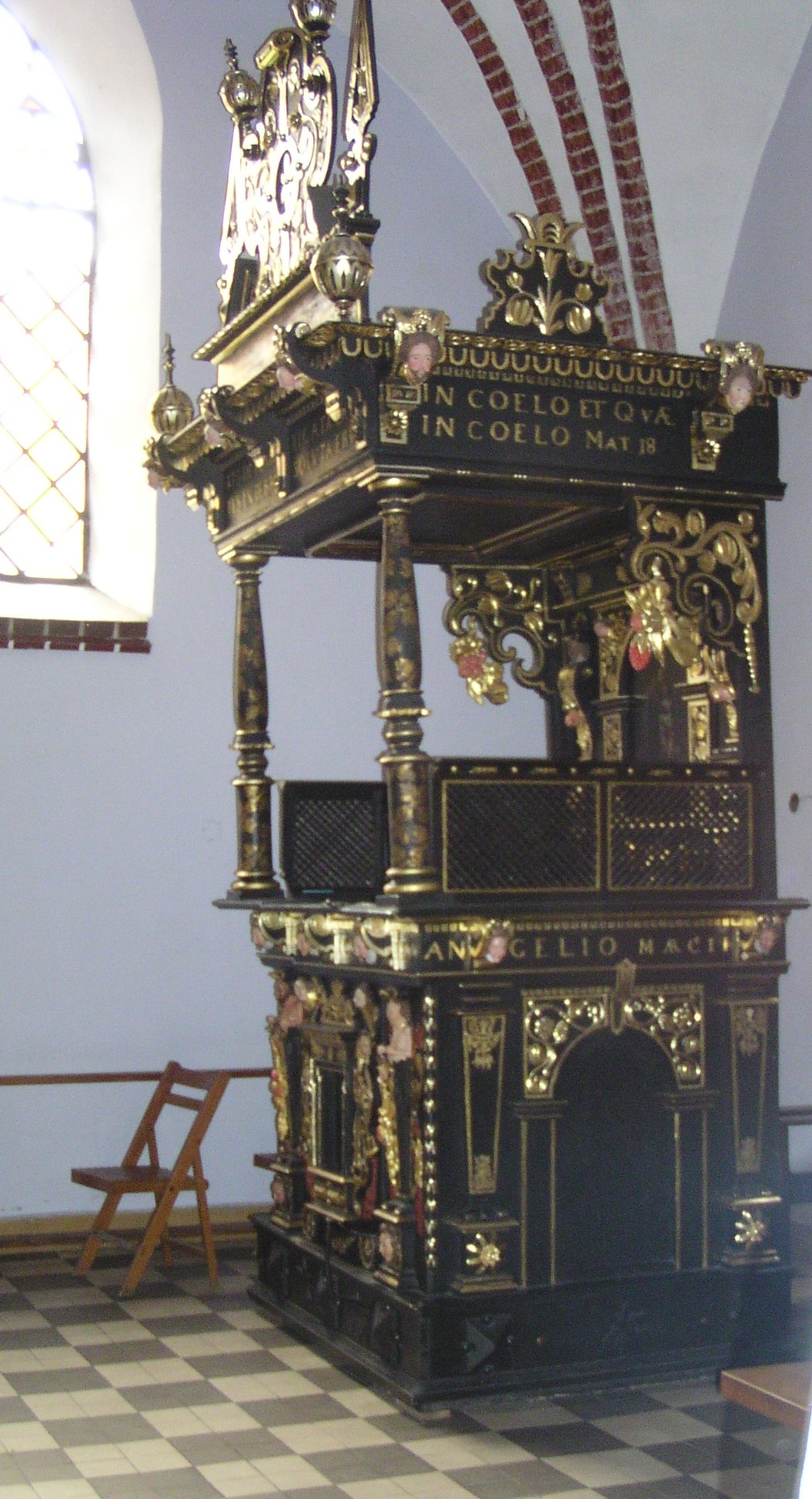
Rechter Beichtstuhl (Bartoszyce)

In der Länge maß die Kirche 40,8 m, in der Breite 20,7 m. Sie war geziegelt, verputzt und mit äußeren Strebepfeilern abgestützt. Der Chor hatte einen geraden (nicht den üblichen runden) Abschluss. Das Massivmauerwerk des quadratischen Turmes, je Seite etwa 9 m, war 29 m hoch. Darüber befand sich der hölzerne, mit Kupfer bekleidete 34 m hohe Turm. Er hatte drei übereinanderliegende Kuppeln. Die untere ruhte auf dem Mauerwerk und vermittelte den Übergang in ein Achteck. Die beiden oberen Kuppeln ruhten auf durchbrochenen Laternen, wobei die untere Kuppel mit einer Galerie umgeben war. Als Auflager für die mittlere Kuppel dienten acht Kugeln von je 1,6 m Durchmesser. Eine schlanke Turmspitze krönte die obere Kuppel. Napoleon Bonaparte bewunderte die Kugelkonstruktion beim Frieden von Tilsit. 1878 wurde der Turm gründlich überholt. Neben der Kirche wurde 1906 die Königin-Luise-Brücke gebaut.
Den Zweiten Weltkrieg und die Eroberung Tilsits 1945 überstand die Kirche äußerlich nahezu unversehrt. Die hölzerne Innenausstattung wurde vollständig zur Gewinnung von Brennholz entwendet, die Turmspitze abgetragen. Als Russen und Litauer die hölzerne Bogenbrücke zum Ersatz der gesprengten Königin-Luise-Brücke bauten, wurde das Kirchenschiff als Holzlager und Sägewerk genutzt. Von 1956 bis Anfang der 1960er Jahre diente es als Sammelstelle für Altstoffe. Das Dach wurde undicht, der Dachstuhl verrottete und das Gebäude verfiel. Es hatte auch als Kulisse für einen sowjetischen Kriegsfilm sehr gelitten. Nach einer Brandstiftung wurde Tilsits Wahrzeichen 1965 abgerissen. An seiner Stelle befindet sich heute ein leerer Platz.
Zur Evakuierung zerlegt und in Kisten verpackt, wurden der Altar und die beiden Beichtstühle in den 1980er Jahren im polnischen Teil des früheren Ostpreußen gefunden. Von polnischen Restauratoren erneuert, stehen sie (der Altar seit 1990) in der Stadtpfarrkirche (Johannes Evangelist und Muttergottes von Tschenstochau) in Bartoszyce (Bartenstein).

### Bemessung

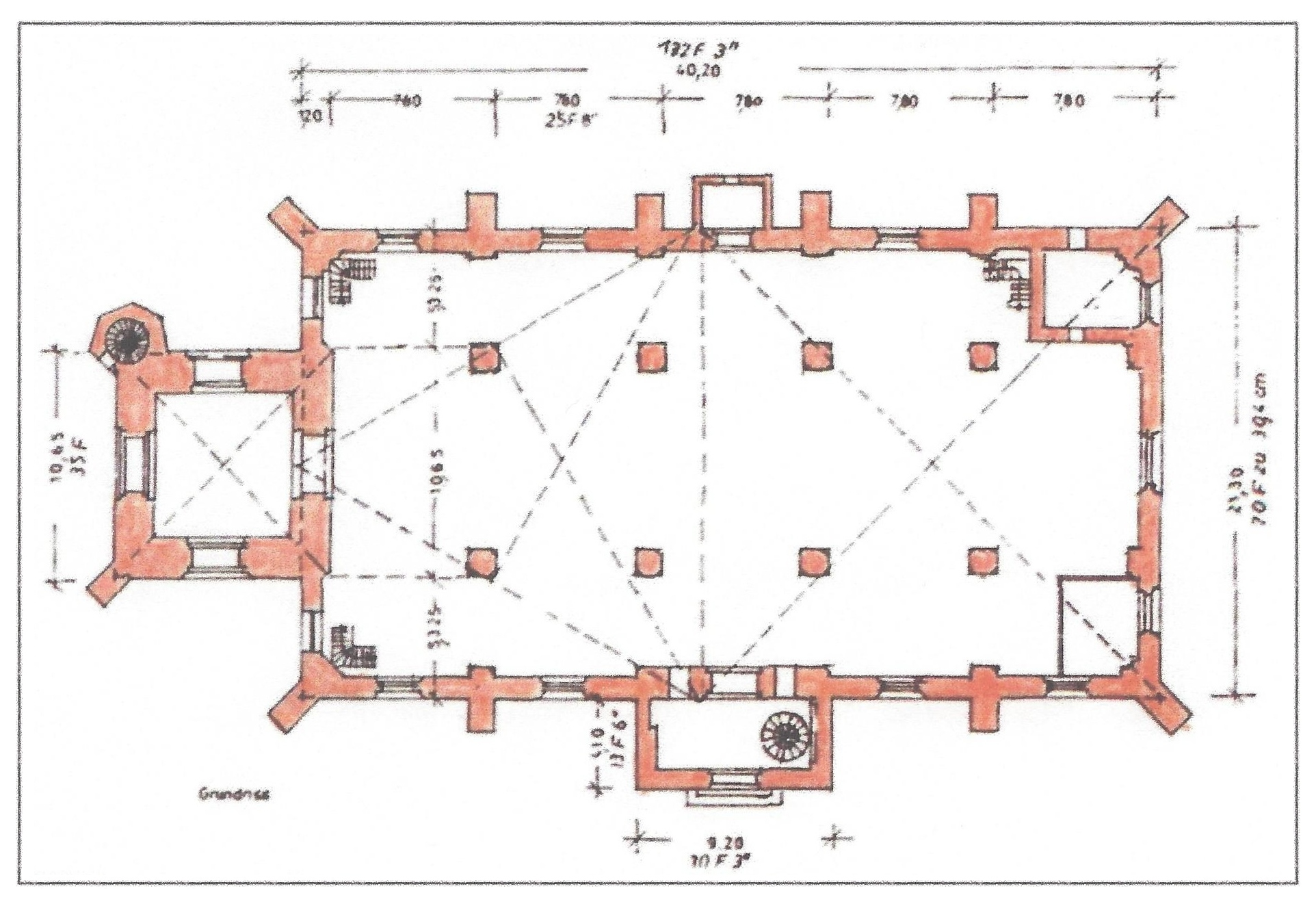
Grundriss (Siegfried Harbrucker)

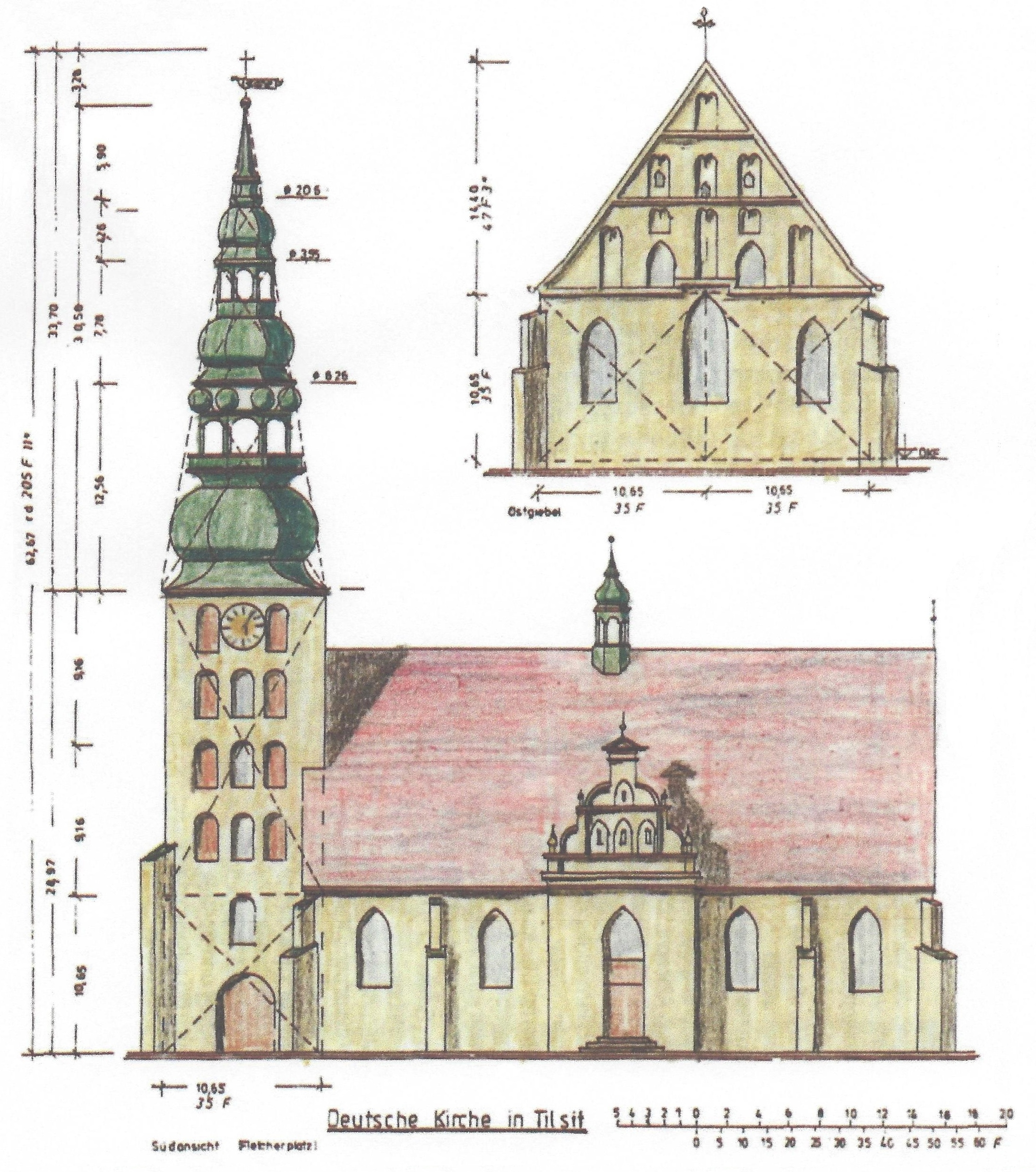
Seitenriss (Siegfried Harbrucker)

Zur Bemessung schrieb Siegfried Harbrucker im Juli 1995:
Die Bemessung dürfte nach den Regeln der Bauhütten (dem „Hüttengeheimnis“) erfolgt sein. An den von ihm untersuchten Kirchen wies Albrecht Kottmann die Anwendung des gleichseitigen Dreiecks und des Quadrates in den meisten Fällen nach. Grundmaß war die größte Breite. Zur Auswertung für die Untersuchung der Tilsiter Stadtkirche standen die Zeichnungen Nr. 39 und 40 aus dem Werk von Dr.-Ing. Waldemar Thalmann zur Verfügung. Es ist eine Bauaufnahme aus dem Jahre 1854 des Bauführers Huwe. An der Darstellung des Turmes sind die Maße ausgeschrieben und auf den Zeichnungen sind zwei Leitermaßstäbe mit Angaben in Meter und Rheinfuß (= 313,85 mm) vorhanden.
Die Breite der Halle betrug 21,30 m von Außenkante zu Außenkante des Mauerwerks. Als Bemessungsgrundlage dürfte damit aufgrund von Messungenauigkeit ein Fußmaß von 30,4 cm benutzt worden sein um auf einen Wert von 70 Fuß zu kommen. Die Länge entwickelt sich dann aus dem Produkt der Breite und der Höhe des über dieser Seite entwickelten Dreiecks. Sie beträgt daher theoretisch 21,30 * (1 + ½ * √3) m = 39,74 m. Die Differenz von 46 cm kann in der vielfachen Übertragung der Originalzeichnung begründet sein. Zeichnet man in das Dreieck die Mittelsenkrechten, erhält man am Schnittpunkt der beiden Seiten die Eckpunkte der Säulen und auch die Breite des Turmes. Der äußere Abstand der Säulen ist damit mit 10,35 m festgelegt. Der Abstand der ersten Säule von der Wand wiederholt sich bis zum Giebel mit je 7,80 m, d. h. 25 Fuß und 8 Zoll. Die Höhe der Außenwände ist gleich der halben Breite des Kirchenschiffes und beträgt 10,35 m. Sie wird durch zwei Quadrate auf der Giebelmauer bestimmt.
Die Dachneigung entzieht sich der Bestimmung durch diese Regeln. Sie beträgt 54° und macht, wie man heute aus der Baustatik weiß, die Schneelast unerheblich. Der Turmschaft ist mit einem Quadrat und zwei gleichseitigen Dreiecken bemessen. Die Proportionen des Turmhelmes zeigen ebenfalls die Triangulatur; benutzt werden gleichseitige Dreiecke, die nach oben kleiner werden und voneinander abhängig sind.
Hüttenspruch
Quadrat, das in den Zirkel geht,

Kreis, der auf drei Ecken steht,

Wer sie nicht versteht, die Kunst,

dem ist alle Müh umsonst.

### Innenraum

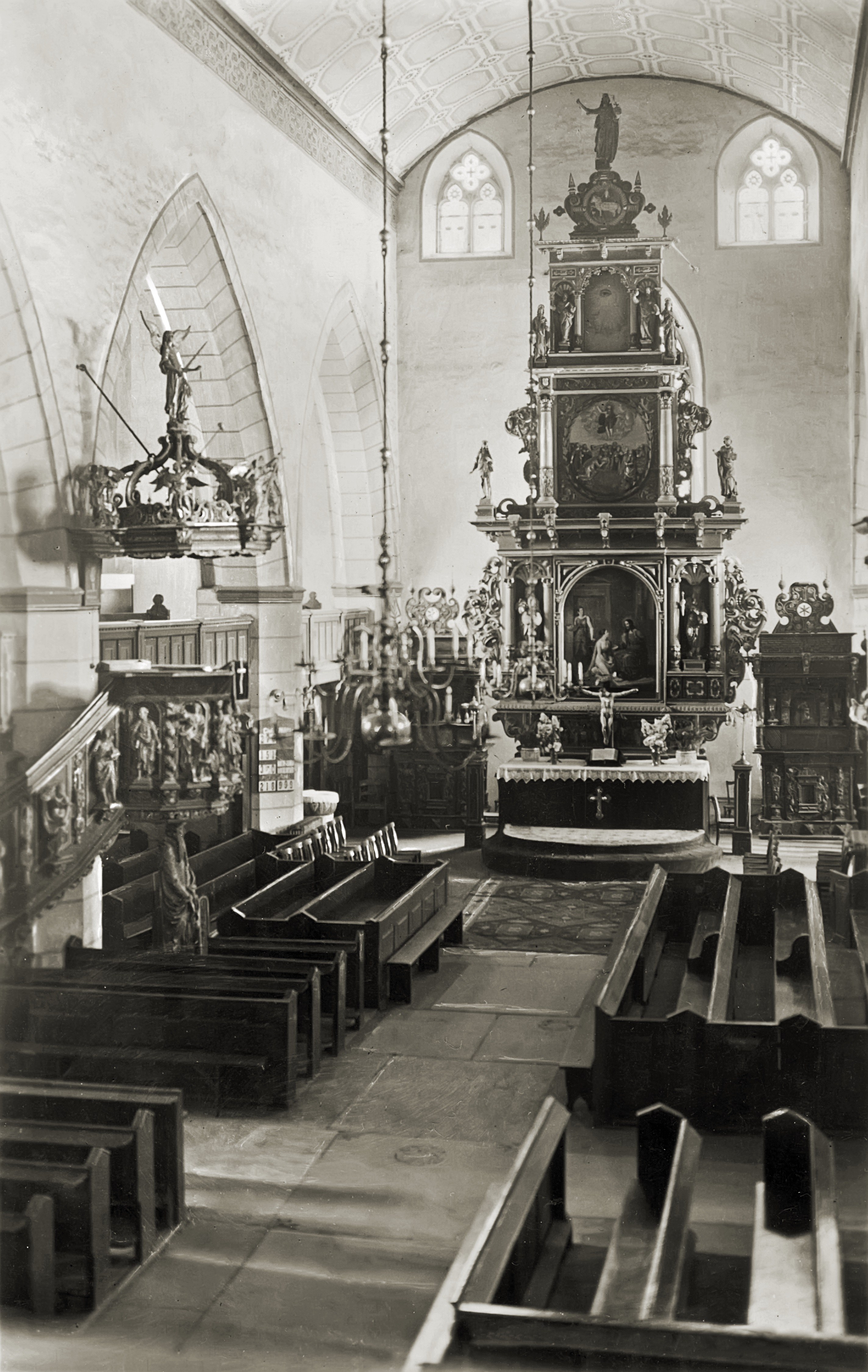
Kirchenschiff

Ein flaches Korbbogengewölbe deckte das Mittelschiff und die beiden Seitenschiffe mit Emporen an der Nord- und Südwand.
Das Bild von der Auferstehung Christi an der Südempore entstammte einer Schenkung des Bürgermeisters Botz aus dem Jahre 1748. An jeder Säule hingen Epitaphe. Bildnisse erinnerten an die Pfarrer Johann Flottwell († 1658) und Johann Rosenbaum († 1818) und an den Kantor Georg Motz († 1733). Ein Denkmal am 2. Pfeiler rechts erinnerte an Friedrich von Kittlitz und seine Ehefrau geb. von Proeck. Reichlich verziert mit Krone, Herz, Engeln und Rankenwerk waren eine Gedenktafel und Porträts von Bürgermeister Gabriel Preuck († 1681) und seiner Frau († 1684).

#### Altar
Der heute noch erhaltene Altar wurde zwischen 1611 und 1650 geschnitzt. Er besteht aus drei Geschossen, die auf einer Predella ruhen.
In der Predella standen links die Statuette des Moses, rechts die von Johannes dem Täufer, beide in ornamentierten, muschelgeschmückten Rundbogennischen, die heute leer stehen. Dazwischen hängen zwei Ölbilder, als Motive links das Pessachmahl, rechts das Abendmahl Jesu.
Im ersten Geschoss hängt zentral ein Ölgemälde Friedrich Kesslers. Es zeigte die Fußwaschung Christi durch Maria Magdalena und ihre ein wenig abseits stehende Schwester Martha von Bethanien. Umschlossen wird das Bildnis von zwei Nischen mit ornamentischen Sockeln, korinthische Säulen und Rundbögen, in denen zwei Statuetten ausgestellt sind, links von Simon Petrus, rechts von Paulus von Tarsus. Dazwischen standen auf ornamentischen Sockeln korinthische Säulen.
Im zweiten Geschoss ist zwischen zwei mit Masken versehenen korinthischen Säulen ein Gemälde der Himmelfahrt Christi. Davon abgesetzt, auf dem Gebälk, das diesen Stock vom darunterliegenden trennt links und rechts Statuen der Apostel Lukas und Markus.
Im dritten Geschoss stehen in muschelgeschmückten, rundbogigen Nischen die Statuetten von Jeremia und Ezechiel. Zwischen zwei korinthischen Säulen mit geradem Gebälk ist das Auge der Vorsehung gemalt. Dieses Ensemble wird umschlossen von zwei Statuen der Evangelisten Matthäus und Johannes.
Als Krönung über den drei Geschossen steht das Lamm Gottes mit Kelch und Fahne gemalt, darüber in Holzschnitzerei Gott mit der Weltkugel. Das aus Edelholz kunstvoll geschnitzte Kruzifix mit fliegendem Lendenschurz stammte anscheinend aus dem 17. Jahrhundert.
Unter den 1807 von der Grande Armée zurückgelassenen Altargeräten befand sich ein 31 cm hoher silbervergoldeter Kelch in den schönsten Kunstformen der deutschen Renaissance mit in halber Höhe aufgelegtem Ornament. Dazu gehörten auch ein schlichter Silberkelch aus dem Jahre 1715 und eine silberne viereckige Oblatendose. Ihren Deckel verzierten vier plastische Engelsköpfe und das eingravierte Lamm mit der Siegesfahne. Auf der Vorderseite der Dose waren kunstvolle Kreuzigungs- und Auferstehungsgruppen eingraviert. Die Rückseite trug die Initialen A.B. (Böhm) 1639 mit drei aneinandergelehnten Weberschiffchen. Beide Schmalseiten waren mit gravierten Blumen verziert.

#### Kanzel
Auf der 1677 geschnitzten und 1706 ausgemalten Kanzel ruhte die kraftvolle Figur des Moses. An den acht Ecken waren weinlaubgeschmückte, gewundene korinthische Säulchen angebracht. In der Mitte der Felder zwischen den Säulen erkannte man als Holzschnitzerei den Erlöser, links davon Johannes und Petrus, rechts Lukas, Markus und Paulus. Der Schalldeckel über der Kanzel war mit kuppelförmigen Ranken versehen. An die Leidensstunden Christi erinnernd, trugen Engel die Marterwerkzeuge. Als Krönung auf der Schalldecke stand St. Michael – Erzengel der Deutschen – mit Schwert und Waage. Die zur Kanzel emporführende Treppe war zwischen den einzelnen Tritten reichlich mit Fruchtschnüren und mehreren Aposteln verziert.

#### Taufkapelle
Die Taufkapelle war ein aus Lindenholz bestehender Quadratbau in der Südostecke der Kirche. Die unteren Felder der Kapelle waren braun gebeizt mit aufgelegten und dunkelbraun gehaltenen Ornamenten. Die „Taufe“ selbst, innerhalb des Raumes, war rund und bestand aus Stein mit darauf gemalten Schilden mit Kreuz. Darin lag die schwere bleierne Taufschüssel mit eingravierten Blätterranken in Kränzen und das Wappen von Tilsit mit der Jahreszahl 1574; ferner erkannte man die Namen George Kutzer, Sentoreus Aleman und Hans Kuge.

#### Beichtstühle
Die beiden Beichtstühle links und rechts vom Altar wurden 1638 von Bürgermeister Andreas Coppius gestiftet. Die Inschriften in Fraktur-Minuskeln mit großen Anfangsbuchstaben der Hauptworte waren:
und

#### Weiteres
Die Stühle bestanden aus Brüstungen mit reicher Schnitzarbeit in Pilastern und Kartuschen.
Für die Beleuchtung der Kirche sorgten seinerzeit zwei reich verzierte Kronleuchter aus Messing, schön ornamentiert, einer davon mit zwei Reihen Armen und als Krönung ein Knabe mit Stab oder Zepter aus dem 17. Jahrhundert. Der zweite Kronleuchter in der Mitte war mit einer Reihe Lichter versehen und als Krönung mit einem Doppeladler verziert.
Die zunächst 1575 von Burghart Wiechert aus Paderborn erbaute Orgel wurde 1755 und 1880 erweitert.

### Glocken
Zwei 1674 gegossene Kirchenglocken hingen schon im Holzturm und wurden 1702 in den neuen Turm übernommen. Ihre Inschriften lauteten
Beide Güsse stammten aus der Werkstatt des Johannes von Marienwerder. Die dritte Glocke mit der Inschrift
sprang und musste 1896 umgegossen werden. Im Ersten Weltkrieg wurde sie abgegeben. Sammlungen der Evangelischen Frauenhilfe ermöglichten 1925 den Guss einer neuen Glocke bei Schilling-Apolda mit der Inschrift

### Rezeption

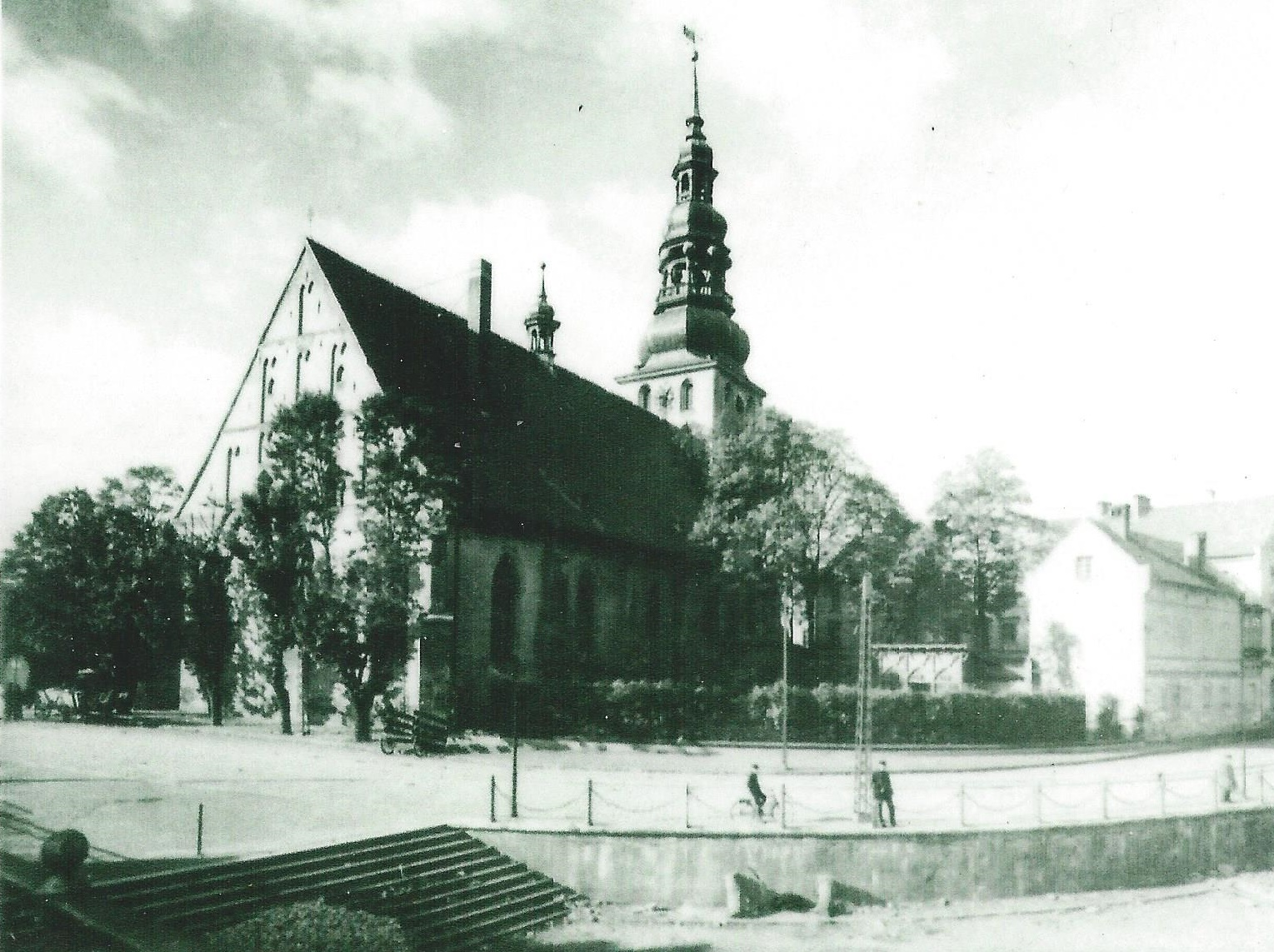
Nordöstliche Ansicht

In Charlotte Keysers Roman Schritte über die Schwelle (1966) spielt die Deutschordenskirche eine bedeutsame Rolle.
Seine Erinnerung an die Ordenskirche Tilsit brachte Johannes Bobrowski in Verse:
Der altersgraue Bau am breiten Fluß

weiß gut, wie man dem Herren dienen muß

in Ruh und Sicherheit und treuem Sinn

und tat’s schon lang und tut’s noch fürderhin.

Ein braves Uhrgesicht am starken Schaft

des Turms. Der trägt ein grünes Kuppeldach,

darauf erhebt sich luftig eine Laube,

die auf acht Kugeln sorgsam hält die Haube

aus deren sanftem Schwung acht Säulchen sich

erheben und darüber schwingt

das Dach zur Spitze aus, wo die Fahne winkt.
Hermann Sudermann lässt in seiner Novelle Die Reise nach Tilsit (verfilmt 1939) die Hauptfigur Ansas sagen:

„In Tilsit ist ein Kirchturm, der ruht auf acht Kugeln, und darum hat ihn der Napoleon immer nach Frankreich mitnehmen wollen. Er ist ihm aber zu schwer gewesen....“

## Kirchengemeinde
Zur Gemeinde der Deutschen Kirche in Tilsit gehörten im Jahre 1925 45.000 Gemeindeglieder. Diese lebten hauptsächlich im Stadtgebiet, viele aber auch in den Kirchspielorten am Stadtrand. Neben der Stadtkirche (auch: „Alte Kirche“ genannt) gehörte die Kreuzkirche (auch: „Neue Kirche“ genannt) als Filialkirche zur Gemeinde. Zuletzt versahen hier fünf Geistliche ihren Dienst. Die Gemeinde der Deutschen Kirche war vor 1945 Teil der Diözese Tilsit im Kirchenkreis Tilsit-Ragnit innerhalb der Kirchenprovinz Ostpreußen der Kirche der Altpreußischen Union. Die Flucht und Vertreibung der einheimischen Bevölkerung aufgrund des Zweiten Weltkrieges setzten dem kirchlich-evangelischen Leben in der Stadt ein Ende.
Heute gehört Sowetsk zum Einzugsbereich der evangelisch-lutherischen Gemeinde in Slawsk (Heinrichswalde). Sie gehört zur Propstei Kaliningrad (Königsberg) der Evangelisch-lutherischen Kirche Europäisches Russland.

### Kirchspielorte (Tilsit-Stadt)
Bis 1945 waren acht Orte im Stadtkreis Tilsit der Kirchspiel der Deutschen Kirche zugeordnet:
| Name            | Änderungsname (1938 bis 1946) | Heutiger Name                     | Heutige staatliche Zugehörigkeit |
| --------------- | ----------------------------- | --------------------------------- | -------------------------------- |
| Ballgarden      |                               |                                   | Russland                         |
| Birjohlen       | Birgen                        |                                   | Russland                         |
| *Kallkappen     |                               |                                   | Russland                         |
| *Moritzkehmen   | Moritzhöhe                    |                                   | Russland                         |
| Paszelgsten     | Siedelhöhe                    | Bolschije Poljany, zuletzt: Dubki | Russland                         |
| Senteinen       |                               |                                   | Russland                         |
| *Tilsit-Preußen |                               |                                   | Russland                         |
| Übermemel       |                               | Panemunė                          | Litauen                          |

### Pfarrer
Mit der Reformation wurden an der Deutschen Kirche in Tilsit zwei Pfarrstellen eingerichtet, es folgten 1895 eine dritte, 1900 eine vierte und 1912 eine fünfte Pfarrstelle:
- Simon Alector (Hahn), 1534–1538
- N. Balthasar, 1538–1544
- NN., ab 1545
- Georg Reich, 1548–1551
- Egidius Löbel, 1547–1571
- N. Siebeneich, 1557
- Georg Schepler, 1567–1570
- Johann Frisch(ius), 1571–1575
- Johann Carbo, 1573–1576
- NN., 1576
- Zacharias Blothno d. Ä., 1576–1592
- Hieronymus Mörlin, 1577–1602
- Ambrosius Poplin, 1592
- Patroclus Welwerius, 1593–1598
- Isaac Balthasar, 1599–1602
- Ambrosius Hartwich, 1602–1609
- Caspar Tiefholz, 1603–1612
- Zacharias Blothno d. J., 1609–1614
- Philipp Arnoldi, 1612–1642
- Joachim Brahn, 1614–1616
- Johann Sperber, 1616–1617
- Johann Kluge, 1618–1641
- Heinrich Möllenhof, 1641–1653
- Johann Flottweil, 1642–1658
- Georg Werner, 1653–1660
- Johann Malina, 1658–1672
- Daniel Werner, 1660–1692
- Zacharias Dresler, 1672–1687
- Friedrich Selle, 1687–1710
- Christian Klemm, 1688–1689
- Theodor Weber, 1689–1697
- Johann Flottweil, 1697
- Christoph Mauritius, 1697–1721
- Johann Christoph Teuber, 1711–1747
- Theodor Laudien, 1721–1752
- Christian S. Schiffmann, 1736–1738
- Johann Jacob Saft, 1738–1745
- Andreas Hausendorf, 1745–1759
- Johann Bernhard Suchland, 1752–1772
- Gottfried Carrius, 1759–1801
- Gottfried Samuel Woltersdorf, 1768–1791
- Johann Friedrich Rosenbaum, 1792–1818
- Christoph Frölich, 1795–1800
- Gotth. Fr. Chr. Dreist, 1800–1838
- Ludwig August Weber, 1818–1847
- Otto David Köhler, 1839–1853
- Constans Consentius, 1847–1859
- Julius Gerlach, 1854–1873
- Ludwig Georg Petersen, 1860–1872
- Hermann Erdmann, 1873–1882
- Gustav Eduard Sperling, 1873–1881[15]
- Gustav Friedrich Rudolf Hoppe, 1882–1907
- Hermann Künstler, 1883–1897[16]
- Friedrich Georg Federmann, 1895–1913
- Louis Ernst Gustav Guddas, 1898–1910
- Adalbert Ebel, 1901–1911
- Hans Albert G. Tribukait, 1907–1918
- Fritz Schawaller, 1911–1923[15]
- Franz Connor, 1911–1932
- Karl Wilhelm Heinrich Müller, 1912–1922
- Franz Großjohann, 1913–1923[15]
- Eduard Maaß, 1919–1931
- Ernst Garmeister, 1922–1927
- Willy Kittmann, 1924–1940
- Georg Wagner, 1924–1930
- Bernhard Teicke, 1928–1931
- Martin Friczewski, 1931–1934
- Georg Kern, 1932–1936
- Paul Bendrich, 1932–1937
- Wilhelm Lenkitsch, 1934–1945
- Egmont Bergatt, 1937–1945
- Gothmar Helmut Küßner, 1939–1945
- Erwin Schmerling, 1940–1945
- Heintz J. E. Niederstraßer, 1940–1945

### Kirchenbücher
Von den Kirchenbüchern der Deutschen Kirche in Tilsit haben sich erhalten und werden im Evangelischen Zentralarchiv in Berlin-Kreuzberg aufbewahrt:
- Taufen: 1642–1715, 1734–1819, 1821–1944
- Trauungen: 1697–1944
- Begräbnisse: 1765–1944.

### Trivia
Die Kirche diente selbst nach 1945 noch als Spielfilmkulisse, z. B. in dem sowjetischen Kriegsfilm Встреча на Эльбе (dt. Titel: Begegnung an der Elbe) aus dem Jahr 1948 / 1949. In diesem Film über den Zweiten Weltkrieg wurde die damals noch nahezu intakte Stadtansicht Tilsits aus Blickrichtung Übermemel mehrfach festgehalten. So wurde das Aufeinandertreffen von US-Streitkräften und der Roten Armee, welches tatsächlich am Elbufer in Torgau stattfand, am Memelufer von Tilsit nachgedreht. Deutlich erkennbar ist in den Aufnahmen das noch optisch äußerlich vollständig unversehrte Kirchengebäude.
Außerdem war die Kirche im Frühjahr 1939 Kulisse für Veit Harlans Spielfilm Die Reise nach Tilsit, nach der gleichnamigen Erzählung von Hermann Sudermann. Zahlreiche Außendrehs des Films wurden in der Tilsiter Altstadt absolviert, wodurch der Kirche zumindest ein kleines filmisches Denkmal gesetzt wurde.